# ورم وعائي شعيري

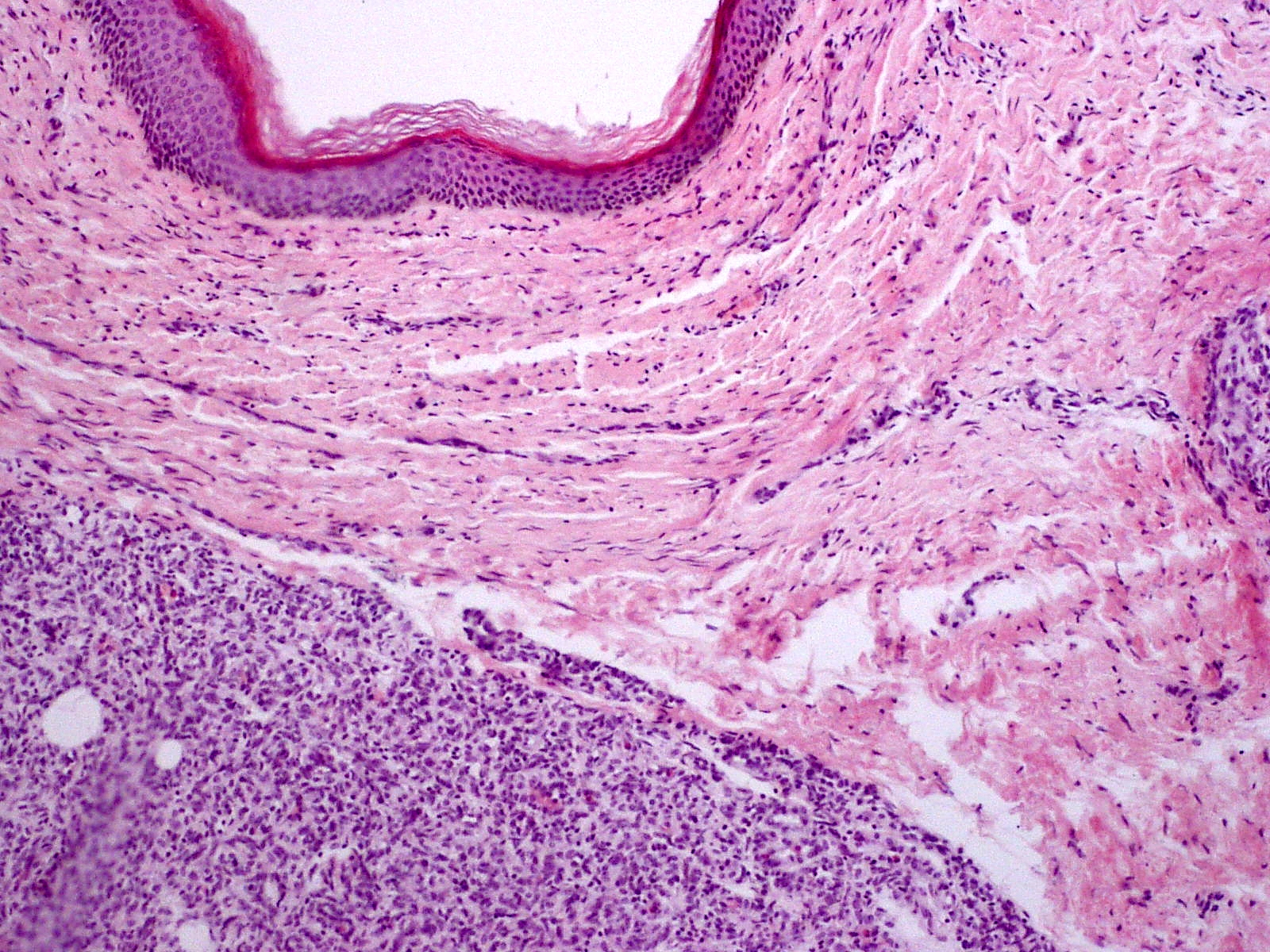
Strawberry naevus, H&E stain

الوَرَمٌ الوِعائِيٌّ الشُعَيرِيّ (بالإنجليزية: Capillary hemangioma)‏ أحيانا يسمى بالورَمٌ الوِعائِيٌّ الشَبِيْهٌ بالفراولة:593 أو الورم الوعائي الطفلي أو الوحمة الشبيهة بالفراولة) و هي النوع الأشهر على الإطلاق للورم الوعائي الدموي والتي تظهر ككتلة لحمية حمراء ومرتفعة في أي مكان على الجسم، على الرغم من أنها بنسبة 83% نظهر على منطقة الرأس والرقبة. هذه العلامات تظهر بنسبة 10% من كل المواليد،:81 وغالباً تظهر في الفترة مابين أسبوع وأربع أسابيع بعد الولادة. تنمو بسرعة ثم تتوقف وتختفي بالتدريج. البعض يختفي عند سن عامين، 60% عند سن الخامسة، 90-95% عند تسع سنوات. الورم الوعائي الشعيري هو تشوه وعائي.
تحدث أكثر بخمسة مرات في المواليد الإناث عن الذكور، في الشعوب القوقازية. بالإضافة إلى أن الرضع منخفضي الوزن عند الولادة فرصة حدوث الأورام الوعائية الشعيرية تكون بنسبة 26%.
يمثل الورم الأكثر شيوعا في الحجاج والمنطقة المُحِيْطٌة بالحَجاج في الطفولة. قد يظهر على الجلد، الأنسجة تحت الجلد، الأغشية المخاطية في تجويف الفم والشفاة، وأيضاً في الكبد، الكليتين والطحال. في حين أن هذة الوحمة قد تكون مفزعة في المظهر، إلا أنه ينصح الأطباء بتركها حتى تختفي من تلقاء نفسها، إلا إذا كانت تعيق الرؤية أو تسد فتحات الأنف.

## العلاج
من الملاحظ أن البروبرانولول عن طريق الفم هو العلاج الأكثر فعالية لتقليص حجم الأورام الوعائية الشعيرية عند الأطفال وأكثر فعالية من العلاج الوهمي، المراقبة دون تدخل، أو الكورتيزون عن طريق الفم.